# Stęszew
Stęszew (prononciation : [ˈstɛ̃ʂɛf], en allemand : Stenschewo) est une ville de la Voïvodie de Grande-Pologne et du powiat de Poznań.
Elle est située à environ 21 kilomètres au sud-ouest de Poznań, siège du powiat et capitale de la voïvodie de Grande-Pologne.
Elle est le siège administratif de la gmina de Stęszew.
Elle s'étend sur 5,69 km2.

## Géographie

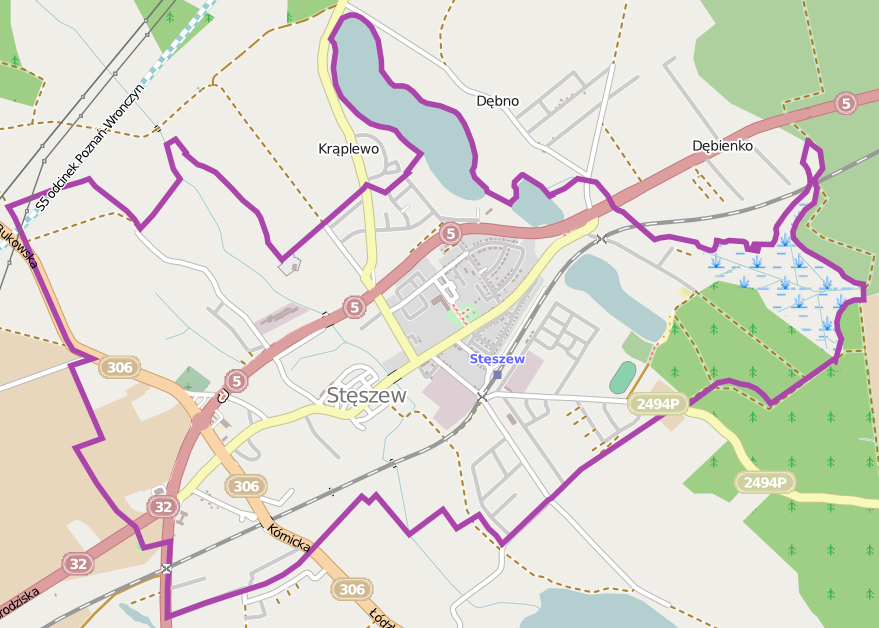
Plan de la ville.

La ville de Stęszew est située au centre de la voïvodie de Grande-Pologne, à proximité de la grande ville de Poznań (capitale régionale) et de son agglomération. La rivière Samica Stęszewska (pl) passe par la ville, et 9 lacs se situent aux alentours. À l'est, la ville est entourée d'une vaste forêt, en plein cœur du parc national de Grande-Pologne, et au sud, ce sont de grandes plaines agricoles qui s'étendent.

## Histoire
Stęszew a obtenu ses droits de ville en 1370.

De 1815 à 1887, la ville fait partie de l'arrondissement de Posen (de) dans la province prussienne de Posnanie, puis de l'arrondissement de Posen-Ouest (de) jusqu'en 1919.
De 1975 à 1998, la ville faisait partie du territoire de la voïvodie de Poznań. Depuis 1999, la ville fait partie du territoire de la voïvodie de Grande-Pologne.

## Monuments
- l'église de la Sainte Trinité, construite au XVe siècle ;
- l'église sanctuaire de l'Immaculée conception, construite en 1905.

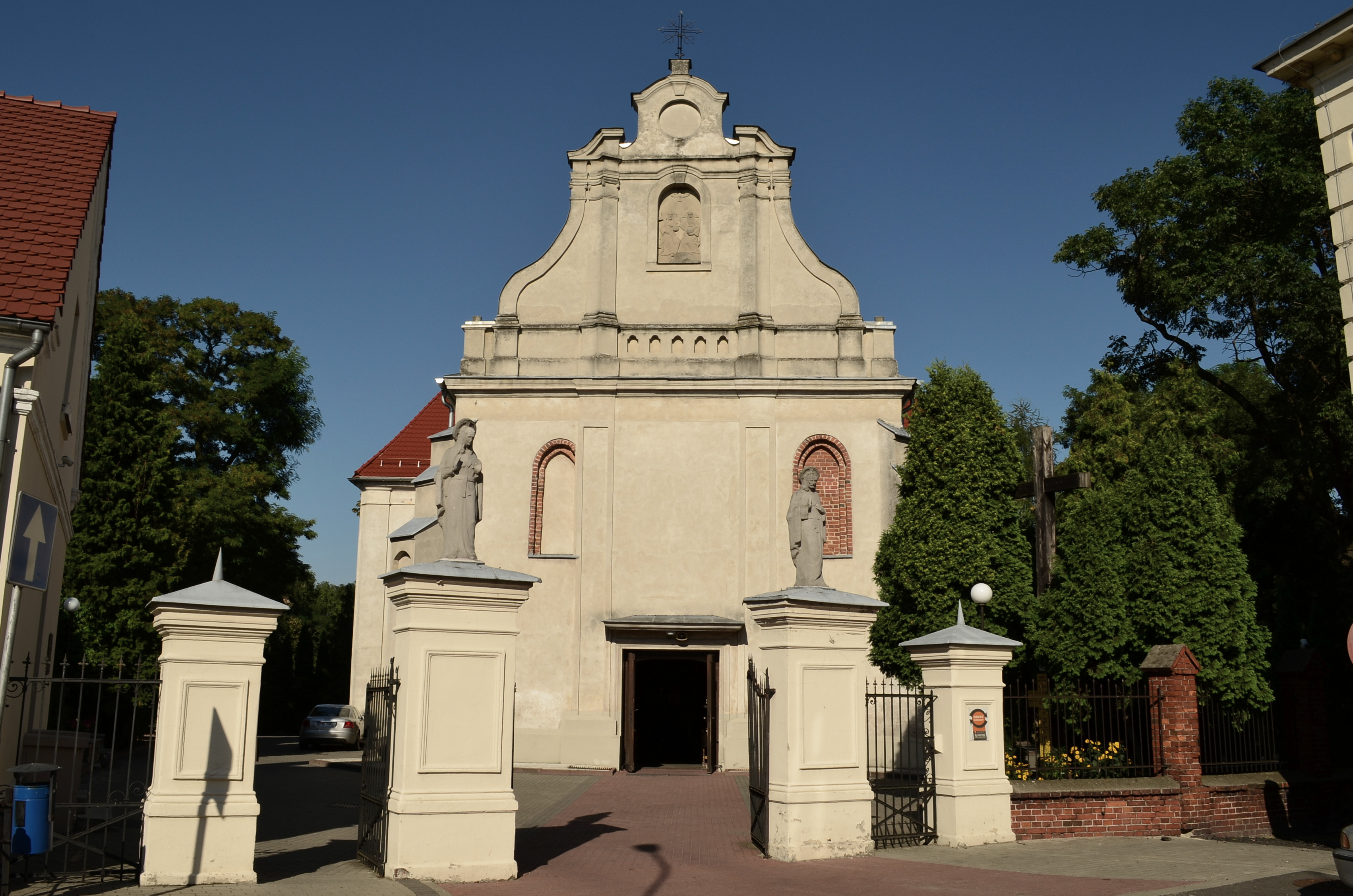
L'église de la Sainte Trinité.
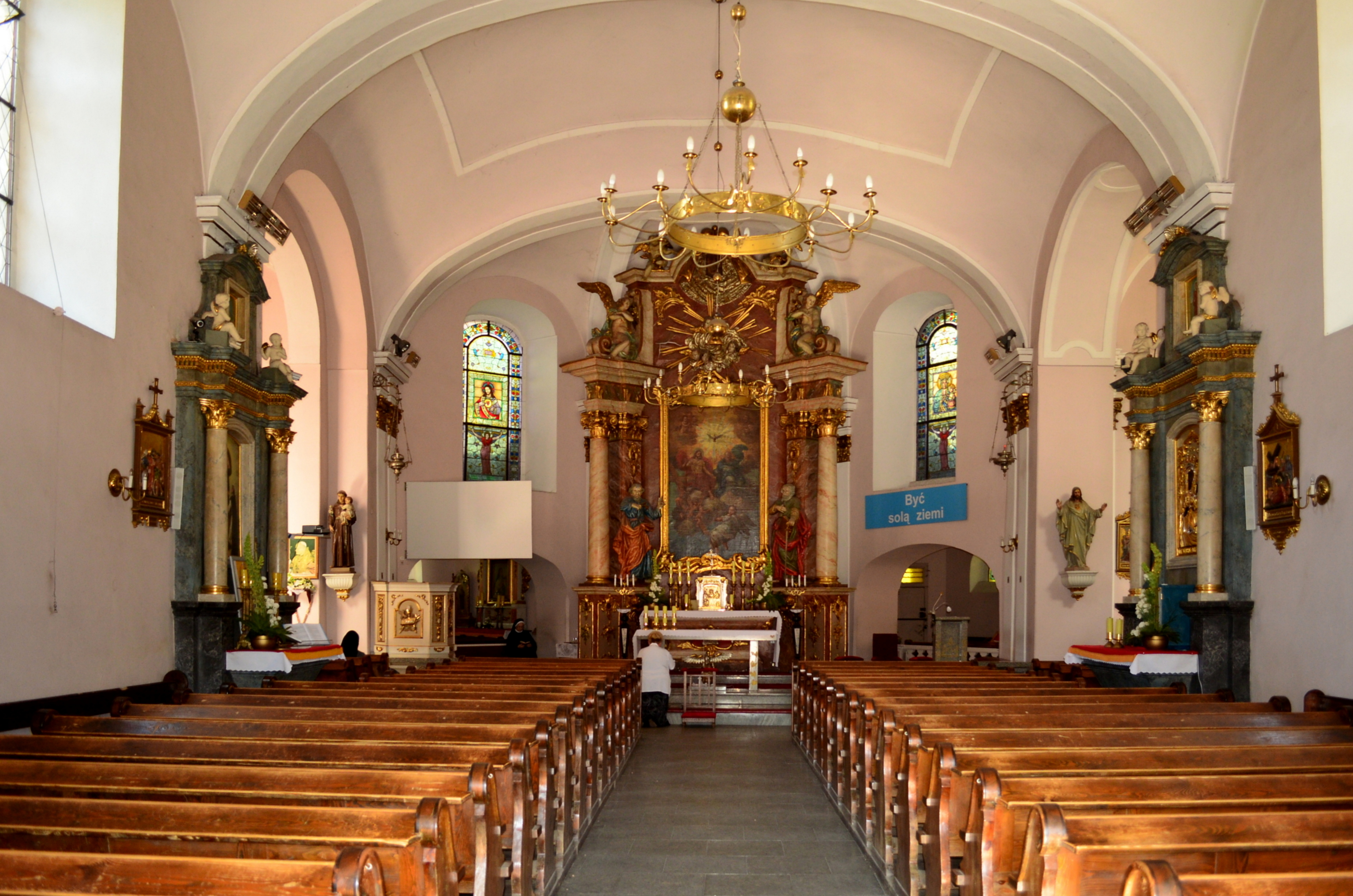
L'intérieur de l'église de la Sainte Trinité.
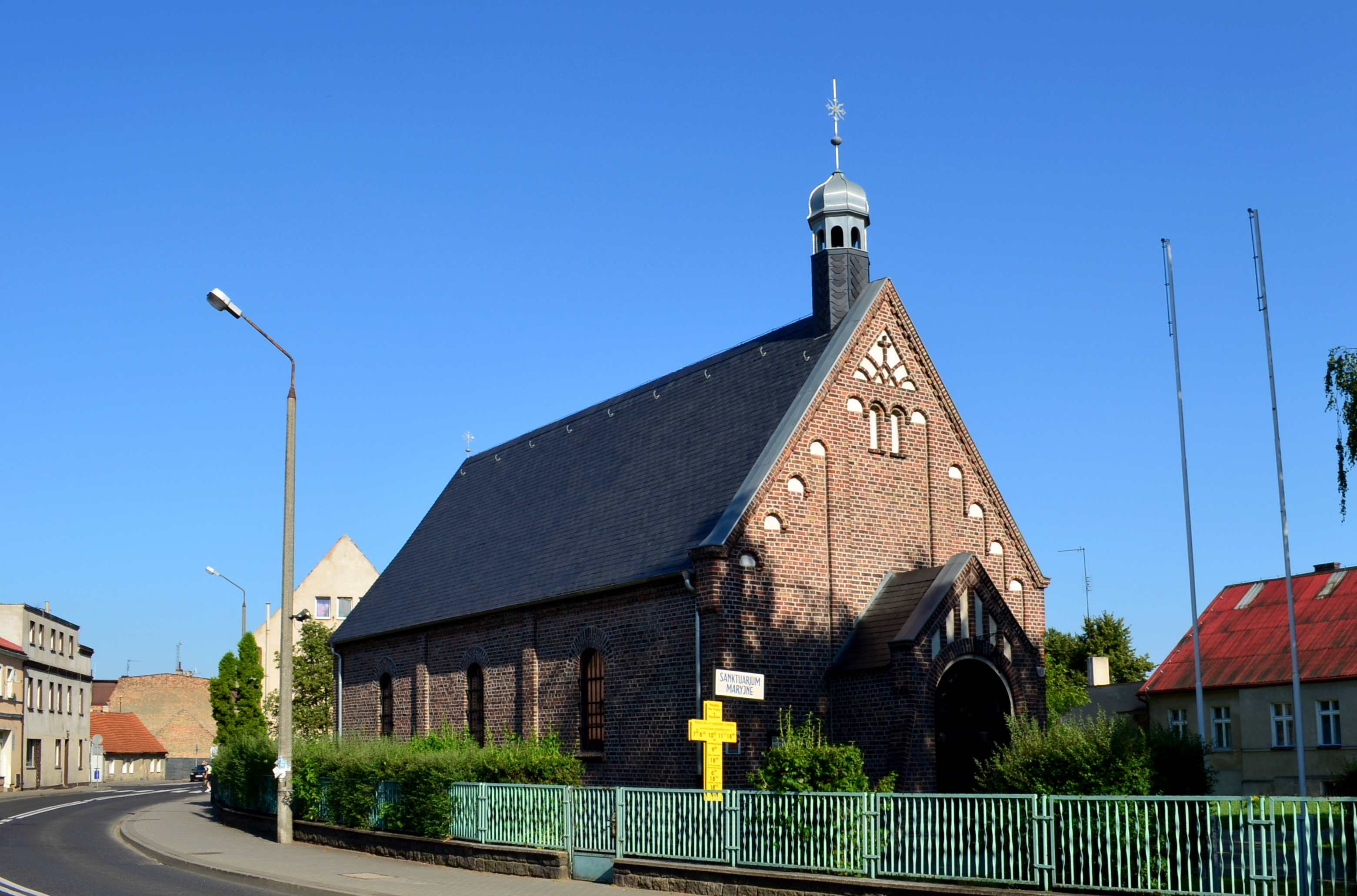
L'église sanctuaire de l'Immaculée conception.

## Voies de communication
Les routes nationales 5 (qui relie Nowe Marzy à Wrocław) et 32 (de) (qui relie Stęszew à la frontière allemande), ainsi que la route voïvodale 306 (pl) (qui relie Lipnica à Nowe Dymaczewo) passent par la ville.

## Jumelages
- France: Pleine-Fougères, en Ille-et-Vilaine ;
- Allemagne: Zahna.